# Gigolo (Nick Cannon-sang)
 For alternative betydninger, se Gigolo. (Se også artikler, som begynder med Gigolo)
"Gigolo" er den tredje single af den amerikanske rapper Nick Cannon fra hans første selv-titlede studiealbum Nick Cannon.

## Charts
| Charts                               | Peak position |
| ------------------------------------ | ------------- |
| U.S. Billboard Hot 100               | 24            |
| U.S. Billboard Hot R&B/Hip-Hop Songs | 21            |
| U.S. Billboard Hot Rap Tracks        | 9             |
| U.S. Billboard Rhythmic Top 40       | 4             |